# Wahlkreis Piacenza (Camera dei deputati)
Der Wahlkreis Piacenza war von 1993 bis 2007 und ist seit 2017 wieder ein Wahlkreis (italienisch collegio elettorale) für die Wahl der Abgeordnetenkammer.

## Von 1993 bis 2005

### Wahlkreisgebiet
Der Wahlkreis umfasste 8 Gemeinden: Caorso, Gossolengo, Piacenza, Podenzano, Pontenure, Rivergaro, San Giorgio Piacentino und Vigolzone.

### Wahlergebnisse

#### Parlamentswahl 1994

##### Direktstimmen
| Kandidaten               | Kandidaten               | Parteien                                 | Stimmen | %    |
| ------------------------ | ------------------------ | ---------------------------------------- | ------- | ---- |
|                          | Pierluigi Petrinigewählt | Polo delle Libertà (FI – LN – CCD – UdC) | 42.135  | 40,8 |
|                          | Pier Angelo Bertoli      | Progressisti                             | 28.747  | 27,8 |
|                          | Carlo Tassi              | Alleanza Nazionale                       | 14.968  | 14,5 |
|                          | Riccardo Biella          | Patto per l’Italia                       | 13.123  | 12,7 |
|                          | Cristiano Grandi         | Lista Marco Pannella – Riformatori       | 4.379   | 4,2  |
| Gesamt                   | Gesamt                   | Gesamt                                   | 103.352 | 100  |
|                          |                          |                                          |         |      |
| Ungültige Stimmen        | Ungültige Stimmen        | Ungültige Stimmen                        | 5.407   | 5,0  |
| Wähler                   | Wähler                   | Wähler                                   | 108.759 | 92,4 |
| Wahlberechtigte          | Wahlberechtigte          | Wahlberechtigte                          | 117.691 |      |
|                          |                          |                                          |         |      |
| Quelle: Innenministerium |                          |                                          |         |      |

##### Listenstimmen
| Parteien                             | Parteien                        | Parteien                           | Stimmen | %    |
| ------------------------------------ | ------------------------------- | ---------------------------------- | ------- | ---- |
|                                      | Polo delle Libertà              | Forza Italia                       | 23.950  | 22,9 |
| Lega Nord                            | Polo delle Libertà              | 15.314                             | 14,6    |      |
| ↳ Gesamt                             | Polo delle Libertà              | 39.264                             | 37,5    |      |
|                                      | Progressisti                    | Partito Democratico della Sinistra | 19.901  | 19,0 |
| Partito della Rifondazione Comunista | Progressisti                    | 5.940                              | 5,7     |      |
| Federazione dei Verdi                | Progressisti                    | 2.451                              | 2,3     |      |
| La Rete                              | Progressisti                    | 1.099                              | 1,0     |      |
| Partito Socialista Italiano          | Progressisti                    | 1.009                              | 1,0     |      |
| Alleanza Democratica                 | Progressisti                    | 915                                | 0,9     |      |
| ↳ Gesamt                             | Progressisti                    | 31.315                             | 29,9    |      |
|                                      | Alleanza Nazionale              | Alleanza Nazionale                 | 14.123  | 13,5 |
|                                      | Patto per l’Italia              | Partito Popolare Italiano          | 7.722   | 7,4  |
| Patto Segni                          | Patto per l’Italia              | 6.240                              | 6,0     |      |
| ↳ Gesamt                             | Patto per l’Italia              | 13.962                             | 13,3    |      |
|                                      | Lista Marco Pannella            | Lista Marco Pannella               | 5.140   | 4,9  |
|                                      | Socialdemocrazia per le Libertà | Socialdemocrazia per le Libertà    | 454     | 0,4  |
|                                      | Partito Democratico             | Partito Democratico                | 439     | 0,4  |
| Gesamt                               | Gesamt                          | Gesamt                             | 104.697 | 100  |
|                                      |                                 |                                    |         |      |
| Ungültige Stimmen                    | Ungültige Stimmen               | Ungültige Stimmen                  | 4.302   | 3,9  |
| Wähler                               | Wähler                          | Wähler                             | 108.999 | 92,6 |
| Wahlberechtigte                      | Wahlberechtigte                 | Wahlberechtigte                    | 117.691 |      |
|                                      |                                 |                                    |         |      |
| Quelle: Innenministerium             |                                 |                                    |         |      |

#### Parlamentswahl 1996

##### Direktstimmen
| Kandidaten               | Kandidaten           | Parteien            | Stimmen | %    |
| ------------------------ | -------------------- | ------------------- | ------- | ---- |
|                          | Tommaso Fotigewählt  | Polo per le Libertà | 41.183  | 41,3 |
|                          | Gianfranco Pasquino  | L’Ulivo             | 40.830  | 41,0 |
|                          | Giorgio Alessandrini | Lega Nord           | 17.646  | 17,7 |
| Gesamt                   | Gesamt               | Gesamt              | 99.659  | 100  |
|                          |                      |                     |         |      |
| Ungültige Stimmen        | Ungültige Stimmen    | Ungültige Stimmen   | 6.000   | 5,7  |
| Wähler                   | Wähler               | Wähler              | 105.659 | 89,8 |
| Wahlberechtigte          | Wahlberechtigte      | Wahlberechtigte     | 117.665 |      |
|                          |                      |                     |         |      |
| Quelle: Innenministerium |                      |                     |         |      |

##### Listenstimmen
| Parteien                                          | Parteien                             | Parteien                             | Stimmen | %    |
| ------------------------------------------------- | ------------------------------------ | ------------------------------------ | ------- | ---- |
|                                                   | Polo per le Libertà                  | Forza Italia                         | 19.982  | 19,9 |
| Alleanza Nazionale                                | Polo per le Libertà                  | 14.605                               | 14,5    |      |
| CCD – CDU                                         | Polo per le Libertà                  | 4.906                                | 4,9     |      |
| ↳ Gesamt                                          | Polo per le Libertà                  | 39.493                               | 39,3    |      |
|                                                   | L’Ulivo                              | Partito Democratico della Sinistra   | 18.763  | 18,7 |
| Popolari per Prodi (PPI – SVP – PRI – UD – Prodi) | L’Ulivo                              | 6.914                                | 6,9     |      |
| Rinnovamento Italiano                             | L’Ulivo                              | 4.595                                | 4,6     |      |
| Federazione dei Verdi                             | L’Ulivo                              | 2.596                                | 2,6     |      |
| ↳ Gesamt                                          | L’Ulivo                              | 32.868                               | 32,7    |      |
|                                                   | Lega Nord                            | Lega Nord                            | 15.784  | 15,7 |
|                                                   | Partito della Rifondazione Comunista | Partito della Rifondazione Comunista | 8.310   | 8,3  |
|                                                   | Lista Pannella – Sgarbi              | Lista Pannella – Sgarbi              | 3.156   | 3,1  |
|                                                   | Fiamma Tricolore                     | Fiamma Tricolore                     | 775     | 0,8  |
|                                                   | Nuova Democrazia                     | Nuova Democrazia                     | 182     | 0,2  |
| Gesamt                                            | Gesamt                               | Gesamt                               | 100.568 | 100  |
|                                                   |                                      |                                      |         |      |
| Ungültige Stimmen                                 | Ungültige Stimmen                    | Ungültige Stimmen                    | 5.091   | 4,8  |
| Wähler                                            | Wähler                               | Wähler                               | 105.659 | 89,8 |
| Wahlberechtigte                                   | Wahlberechtigte                      | Wahlberechtigte                      | 117.665 |      |
|                                                   |                                      |                                      |         |      |
| Quelle: Innenministerium                          |                                      |                                      |         |      |

#### Parlamentswahl 2001

##### Direktstimmen
| Kandidaten               | Kandidaten          | Parteien           | Stimmen | %    |
| ------------------------ | ------------------- | ------------------ | ------- | ---- |
|                          | Tommaso Fotigewählt | Casa delle Libertà | 44.998  | 47,1 |
|                          | Luigi Cavanna       | L’Ulivo            | 43.075  | 45,1 |
|                          | Enrico Zoino        | Lista Di Pietro    | 3.152   | 3,3  |
|                          | Paolo Felice Beotti | Lista Emma Bonino  | 2.713   | 2,8  |
|                          | Luciano Cantarini   | Democrazia Europea | 1.508   | 1,6  |
| Gesamt                   | Gesamt              | Gesamt             | 95.446  | 100  |
|                          |                     |                    |         |      |
| Ungültige Stimmen        | Ungültige Stimmen   | Ungültige Stimmen  | 4.500   | 4,5  |
| Wähler                   | Wähler              | Wähler             | 99.946  | 87,5 |
| Wahlberechtigte          | Wahlberechtigte     | Wahlberechtigte    | 114.286 |      |
|                          |                     |                    |         |      |
| Quelle: Innenministerium |                     |                    |         |      |

##### Listenstimmen
| Parteien                               | Parteien                             | Parteien                             | Stimmen | %    |
| -------------------------------------- | ------------------------------------ | ------------------------------------ | ------- | ---- |
|                                        | Casa delle Libertà                   | Forza Italia                         | 30.304  | 32,0 |
| Alleanza Nazionale                     | Casa delle Libertà                   | 10.088                               | 10,7    |      |
| Lega Nord                              | Casa delle Libertà                   | 5.411                                | 5,7     |      |
| CCD – CDU                              | Casa delle Libertà                   | 2.003                                | 2,1     |      |
| Nuovo PSI                              | Casa delle Libertà                   | 771                                  | 0,8     |      |
| ↳ Gesamt                               | Casa delle Libertà                   | 48.577                               | 51,3    |      |
|                                        | L’Ulivo                              | Democratici di Sinistra              | 14.080  | 14,9 |
| La Margherita (Dem – PPI – RI – Udeur) | L’Ulivo                              | 13.739                               | 14,5    |      |
| Partito dei Comunisti Italiani         | L’Ulivo                              | 1.539                                | 1,6     |      |
| Il Girasole (FdV – SDI)                | L’Ulivo                              | 1.425                                | 1,5     |      |
| ↳ Gesamt                               | L’Ulivo                              | 30.783                               | 32,5    |      |
|                                        | Partito della Rifondazione Comunista | Partito della Rifondazione Comunista | 5.563   | 5,9  |
|                                        | Lista Di Pietro                      | Lista Di Pietro                      | 5.396   | 5,7  |
|                                        | Lista Emma Bonino                    | Lista Emma Bonino                    | 3.020   | 3,2  |
|                                        | Democrazia Europea                   | Democrazia Europea                   | 1.097   | 1,2  |
|                                        | Paese Nuovo                          | Paese Nuovo                          | 146     | 0,2  |
|                                        | Abolizione Scorporo                  | Abolizione Scorporo                  | 62      | 0,1  |
| Gesamt                                 | Gesamt                               | Gesamt                               | 94.644  | 100  |
|                                        |                                      |                                      |         |      |
| Ungültige Stimmen                      | Ungültige Stimmen                    | Ungültige Stimmen                    | 5.304   | 5,3  |
| Wähler                                 | Wähler                               | Wähler                               | 99.948  | 87,5 |
| Wahlberechtigte                        | Wahlberechtigte                      | Wahlberechtigte                      | 114.286 |      |
|                                        |                                      |                                      |         |      |
| Quelle: Innenministerium               |                                      |                                      |         |      |

## Von 2017 bis 2020

### Wahlkreisgebiet
Der Wahlkreis umfasste Gemeinden: 

### Wahlergebnisse

#### Parlamentswahl 2018
| Kandidaten               | Kandidaten               | Stimmen | %    | Listen                                      | Stimmen | %    |
| ------------------------ | ------------------------ | ------- | ---- | ------------------------------------------- | ------- | ---- |
|                          | Tommaso Fotigewählt      | 73.599  | 47,4 | Lega                                        | 42.687  | 27,5 |
| Forza Italia             | Tommaso Fotigewählt      | 73.599  | 47,4 | 20.987                                      | 13,5    |      |
| Fratelli d’Italia        | Tommaso Fotigewählt      | 73.599  | 47,4 | 8.910                                       | 5,7     |      |
| Noi con l’Italia – UDC   | Tommaso Fotigewählt      | 73.599  | 47,4 | 1.015                                       | 0,7     |      |
|                          | Filippo Ghigini          | 36.067  | 23,2 | Movimento 5 Stelle                          | 36.067  | 23,2 |
|                          | Patrizia Calza           | 32.980  | 21,2 | Partito Democratico                         | 27.427  | 17,7 |
| +Europa                  | Patrizia Calza           | 32.980  | 21,2 | 3.986                                       | 2,6     |      |
| Civica Popolare          | Patrizia Calza           | 32.980  | 21,2 | 885                                         | 0,6     |      |
| Italia Europa Insieme    | Patrizia Calza           | 32.980  | 21,2 | 682                                         | 0,4     |      |
|                          | Francesco Cacciatore     | 5.841   | 3,8  | Liberi e Uguali                             | 5.841   | 3,8  |
|                          | Martina Barocelli        | 1.927   | 1,2  | CasaPound Italia                            | 1.927   | 1,2  |
|                          | Stefania Sartori         | 1.588   | 1,0  | Potere al Popolo!                           | 1.588   | 1,0  |
|                          | Oreste Bocchi            | 1.206   | 0,8  | Italia agli Italiani (FT – FN)              | 1.206   | 0,8  |
|                          | Rosanna Tracuzzi Spadaro | 1.110   | 0,7  | Partito Comunista                           | 1.110   | 0,7  |
|                          | Sergio Galli             | 605     | 0,4  | Il Popolo della Famiglia                    | 605     | 0,4  |
|                          | Lucia Erpice             | 202     | 0,1  | Per una Sinistra Rivoluzionaria (SCR – PCL) | 202     | 0,1  |
|                          | Marzio Portioli          | 181     | 0,1  | Partito Repubblicano Italiano – ALA         | 181     | 0,1  |
| Gesamt                   | Gesamt                   | 155.306 | 100  |                                             | 155.306 | 100  |
|                          |                          |         |      |                                             |         |      |
| Ungültige Stimmen        | Ungültige Stimmen        | 4.680   | 2,9  |                                             |         |      |
| Wähler                   | Wähler                   | 159.986 | 75,7 |                                             |         |      |
| Wahlberechtigte          | Wahlberechtigte          | 211.364 |      |                                             |         |      |
|                          |                          |         |      |                                             |         |      |
| Quelle: Innenministerium |                          |         |      |                                             |         |      |

## Seit 2020

### Wahlkreisgebiet
| Wahlkreise – Camera dei deputati – Emilia-Romagna | Wahlkreise – Camera dei deputati – Emilia-Romagna | Wahlkreise – Camera dei deputati – Emilia-Romagna                          |
| Provinz                                           | Provinz                                           | Gemeinden nach Provinzen ⮞ Wahlkreis                                       |
| ------------------------------------------------- | ------------------------------------------------- | -------------------------------------------------------------------------- |
|                                                   | Metropolitanstadt Bologna (55 Gemeinden)          | 1 ⮞ Wahlkreis Bologna 32 ⮞ Wahlkreis Imola 22 ⮞ Wahlkreis Carpi            |
|                                                   | Provinz Ferrara (21 Gemeinden)                    | alle ⮞ Wahlkreis Ferrara                                                   |
|                                                   | Provinz Forlì-Cesena (30 Gemeinden)               | alle ⮞ Wahlkreis Forlì                                                     |
|                                                   | Provinz Modena (47 Gemeinden)                     | 28 ⮞ Wahlkreis Modena 12 ⮞ Wahlkreis Carpi 7 ⮞ Wahlkreis Imola             |
|                                                   | Provinz Parma (44 Gemeinden)                      | 36 ⮞ Wahlkreis Parma 8 ⮞ Wahlkreis Piacenza                                |
|                                                   | Provinz Piacenza (46 Gemeinden)                   | alle ⮞ Wahlkreis Piacenza                                                  |
|                                                   | Provinz Ravenna (18 Gemeinden)                    | alle ⮞ Wahlkreis Ravenna                                                   |
|                                                   | Provinz Reggio Emilia (42 Gemeinden)              | 37 ⮞ Wahlkreis Reggio nell’Emilia 3 ⮞ Wahlkreis Modena 2 ⮞ Wahlkreis Parma |
|                                                   | Provinz Rimini (27 Gemeinden)                     | alle ⮞ Wahlkreis Rimini                                                    |

Der Wahlkreis umfasst 54 Gemeinden:
- alle 46 Gemeinden der Provinz Piacenza;
- 8 Gemeinden der Provinz Parma (Busseto, Fidenza, Fontanellato, Pellegrino Parmense, Polesine Zibello, Roccabianca, Salsomaggiore Terme und Soragna).

### Wahlergebnisse

#### Parlamentswahl 2022
| Kandidaten                          | Kandidaten            | Stimmen | %    | Listen                                                  | Stimmen | %    |
| ----------------------------------- | --------------------- | ------- | ---- | ------------------------------------------------------- | ------- | ---- |
|                                     | Tommaso Fotigewählt   | 92.702  | 52,5 | Fratelli d’Italia                                       | 58.105  | 32,9 |
| Lega per Salvini Premier            | Tommaso Fotigewählt   | 92.702  | 52,5 | 18.975                                                  | 10,8    |      |
| Forza Italia                        | Tommaso Fotigewählt   | 92.702  | 52,5 | 14.232                                                  | 8,1     |      |
| Noi Moderati                        | Tommaso Fotigewählt   | 92.702  | 52,5 | 1.390                                                   | 0,8     |      |
|                                     | Beatrice Ghetti       | 45.310  | 25,7 | Partito Democratico – Italia Democratica e Progressista | 34.304  | 19,4 |
| Alleanza Verdi e Sinistra           | Beatrice Ghetti       | 45.310  | 25,7 | 5.315                                                   | 3,0     |      |
| +Europa                             | Beatrice Ghetti       | 45.310  | 25,7 | 5.159                                                   | 2,9     |      |
| Impegno Civico – Centro Democratico | Beatrice Ghetti       | 45.310  | 25,7 | 532                                                     | 0,3     |      |
|                                     | Carmine De Falco      | 14.538  | 8,2  | Movimento 5 Stelle                                      | 14.538  | 8,2  |
|                                     | Sabrina De Canio      | 13.479  | 7,6  | Azione – Italia Viva                                    | 13.479  | 7,6  |
|                                     | Cinzia Cicognini      | 3.294   | 1,9  | Italexit per l’Italia                                   | 3.294   | 1,9  |
|                                     | Elisa Zerbini         | 2.430   | 1,4  | Italia Sovrana e Popolare                               | 2.430   | 1,4  |
|                                     | Elena Maria Anelli    | 1.827   | 1,0  | Unione Popolare                                         | 1.827   | 1,0  |
|                                     | Enrico Scotti         | 1.501   | 0,9  | Vita                                                    | 1.501   | 0,9  |
|                                     | Rosario Brancati      | 1.033   | 0,6  | Partito Animalista – UCDL – 10 Volte Meglio             | 1.033   | 0,6  |
|                                     | Roberto Calestani     | 206     | 0,1  | Noi di Centro – Europeisti                              | 206     | 0,1  |
|                                     | Tracy Konadu Apontuah | 139     | 0,1  | Sud chiama Nord                                         | 139     | 0,1  |
| Gesamt                              | Gesamt                | 176.459 | 100  |                                                         | 176.459 | 100  |
|                                     |                       |         |      |                                                         |         |      |
| Ungültige Stimmen                   | Ungültige Stimmen     | 7.103   | 3,9  |                                                         |         |      |
| Wähler                              | Wähler                | 183.562 | 69,9 |                                                         |         |      |
| Wahlberechtigte                     | Wahlberechtigte       | 262.450 |      |                                                         |         |      |
|                                     |                       |         |      |                                                         |         |      |
| Quelle: Innenministerium            |                       |         |      |                                                         |         |      |